# Boletales
Boletales is een botanische naam voor een orde van schimmels. Volgens de Index Fungorum [18 februari 2009] is de samenstelling de volgende:
- orde Boletales
  - familie Boletaceae
  - familie Boletinellaceae
  - familie Calostomataceae
  - familie Coniophoraceae
  - familie Crepidotaceae
  - familie Diplocystidiaceae
  - familie Gasterellaceae
  - familie Gastrosporiaceae
  - familie Gomphidiaceae
  - familie Gyroporaceae
  - familie Hygrophoropsidaceae
  - familie Paxillaceae
  - familie Protogastraceae
  - familie Rhizopogonaceae
  - familie Sclerodermataceae
  - familie Sclerogastraceae
  - familie Serpulaceae
  - familie Suillaceae
  - familie Tapinellaceae

Alsook, ongeplaatst (incertae sedis): de geslachten Corditubera, Corneromyces, Marthanella, Phaeoradulum en Rhopalogaster.